# Qaarsutsiaq
Qaarsutsiaq [ˈqɑːˌsːut͡siɑq] (nach alter Rechtschreibung K'aersutsiaĸ) ist eine wüst gefallene grönländische Schäfersiedlung im Distrikt Qaqortoq in der Kommune Kujalleq.

## Lage
Qaarsutsiaq liegt am Westufer der Bucht Qaarsup Kangia auf einer Halbinsel. Die nächstgelegenen Orte sind Saarloq 13 km westsüdwestlich, Eqalugaarsuit 8 km nordwestlich sowie Alluitsup Paa 18 km südöstlich.

## Geschichte
1955 lebten 10 Personen in Qaarsutsiaq und 1960 schon 18. 1965 war die Einwohnerzahl auf 12 Bewohner zurückgegangen, darunter vier Schafzüchter mit zusammen rund 600 Schafen. 1968 hatte Qaarsutsiaq 11 Einwohner.

## Bevölkerungsentwicklung
Qaarsutsiaq hatte Ende der 1970er Jahre noch über zehn Bewohner. Die Einwohnerzahl sank anschließend und seit 1996 ist die Schäfersiedlung verlassen.